# Лаошань
Лаошань (кит. трад. 崂山, пиньинь Láo Shān) — горная вершина в китайской провинции Шаньдун, в 40 км к северо-востоку от города Циндао. Высота вершины достигает 1 132,7 м.
Гора является одной из священных гор Китая и имеет большое значение для приверженцев даосизма. В период расцвета даосизма на горе функционировало 9 дворцов, 8 храмов и 72 монастыря. Гора находится на территории Национального парка Циндао Лаошань, занимающего площадь 446 км².

## Геология
Гора Лаошань сложена гранитами. Ландшафты горы сформированы под влиянием ледников Четвертичного периода и эрозии при таянии ледяного слоя, покрывавшего большую часть территории провинции Шаньдун в течение позднего плейстоцена. 

## История
Лаошань известна как одно из мест зарождения даосизма. Здесь развивалась школа Цюаньчжэнь. В 412 году китайский буддистский паломник Фасянь находился вблизи Лаошаня при возвращении из Индии. В течение истории гора была известна под многими другими названиями, включая как различные произношения "Лаошань" (劳山, 牢山), так и существенно другие имена как Гора Футан и Гора Ао (鰲山). Последнее название использовал даосский монах Чан-чунь, занимавший высокое положение при Чингисхане.